# Bernard Millet
Pour les articles homonymes, voir Millet.
Bernard Millet, est un conservateur en chef du patrimoine.

## Biographie
Il est conservateur en chef du patrimoine depuis 1986 date à laquelle il a intégré l'équipe des Musées de Marseille dirigée alors par Germain Viatte puis par Bernard Blistène.
Il a organisé de nombreuses expositions au Centre de la Vieille Charité et au Musée Cantini de Marseille, parmi lesquelles le Pont transbordeur et la vision moderniste, ou la première rétrospective de l'œuvre de Jean-Michel Basquiat produite  par un musée européen, ou  encore D'un art l'autre qui ont été des évènements artistiques remarqués.
Nommé Délégué général des Rencontres internationales de la photographie d'Arles en 1994, il occupera cette fonction jusqu'en 1998, invitant tour à tour Joan Fontcuberta, Christian Caujolle, Giovanna Calvenzi ou Gilles Mora comme directeur artistiques. Il rejoint en 1999 le Conseil Régional de Provence-Alpes-Côte d'Azur en tant que directeur de la culture et conseiller culturel du président de la Région.
En 2001, il prend la direction de l'Agence régionale du patrimoine de Provence-Alpes-Côte d'Azur, créée par le Ministère de la Culture et la Région PACA pour coordonner le Plan Patrimoine Antique, avant de diriger  comme Directeur Général Adjoint de la Région Paca en 2006 le projet de préfiguration du Centre Régional de la Méditerranée . Il a été nommé en juin 2008 conseiller du président du conseil général des Bouches-du-Rhône, chargé de la culture, de l'international, et de l'opération Marseille-Provence capitale européenne de la culture. En Septembre 2012, il est nommé directeur de l'Institut français de Rabat au Maroc par le Ministère des Affaires Étrangères puis en Septembre 2016 Attaché Culturel de l'Ambassade de France au Cambodge et Directeur Délégué de l'Institut Français du Cambodge. Il a également été professeur associé à l'Université de Provence de 1993 à 2011. Il est l'auteur de nombreux articles sur l'histoire de l'art, sur l'histoire de la photographie, et sur la création artistique contemporaine. Il a siégé dans de nombreuses commissions (Fonds national d'art contemporain, Fonds régional d'art contemporain PACA, Villa Médicis, etc.)  
En 2000, il fonde avec Hubert Nyssen, Thierry Fabre, Bruno Etienne, Jean-Claude Izzo et Emile Temime la revue La Pensée de midi, éditée par les éditions Actes Sud. 

## Distinctions
- Chevalier de l'ordre des Arts et des Lettres.